# Gymnogeophagus setequedas
Gymnogeophagus setequedas är en fiskart som beskrevs av Reis, Malabarba och Carla Simone Pavanelli 1992. Gymnogeophagus setequedas ingår i släktet Gymnogeophagus och familjen Cichlidae. Inga underarter finns listade i Catalogue of Life.